# Tikait Nagar
Tikait Nagar es un pueblo y nagar Panchayat situado en el distrito de Barabanki en el estado de Uttar Pradesh (India). Su población es de 9456 habitantes (2011). 

## Demografía
Según el  censo de 2001 la población de Tikait Nagar era de 8246 habitantes, de los cuales el 53% eran hombres y el 47% eran mujeres. Tikait Nagar tiene una tasa media de alfabetización del 54%, inferior a la media nacional del 59,5%: la alfabetización masculina es del 59%, y la alfabetización femenina del 49%.